# Chris Lowe
Christopher Sean Lowe (Blackpool, 4 ottobre 1959) è un tastierista britannico, noto per essere parte del duo di musica elettronica Pet Shop Boys.

## Biografia
Lowe frequentò la Arnold School, una scuola indipendente di Blackpool. La sua passione per la musica gli fu trasmessa dal nonno, trombettista jazz. Spinto da quest'ultimo e dalla madre, anche Lowe cominciò a studiare il trombone ed entrò successivamente in un gruppo musicale chiamato One Under the Eight, formato da 7 ragazzi, i quali amavano eseguire vecchi successi come Hello, Dolly!, La Bamba e Moon River. Parallelamente a ciò, Lowe comincia a studiare anche il pianoforte.
Dal 1978 Lowe comincia a studiare alla facoltà di architettura dell'Università di Liverpool. Durante il suo stage presso un architetto a Londra nel 1981, disegnò l'intero stabilimento industriale che si trova a Milton Keynes. Nell'agosto di quell'anno, in un negozio di elettronica nella strada "Kings Road" sempre a Londra, incontra Neil Tennant.
Sebbene Lowe non abbia mai prodotto o avuto a che fare con progetti musicali da solista, nel 1993 scrive e fa pubblicare il brano Do The Right Thing al calciatore Ian Wright (ex-giocatore dell'Arsenal Football Club, squadra di cui Lowe è fortemente tifoso).
Nel 1995 appare in un cameo nella soap opera australiana Neighbours. Due anni dopo vennero pubblicate diverse foto del suo appartamento nel prestigioso magazine "Elle Decoration".
Nel 2004 a Lowe viene commissionato di scrivere la musica per lo spot della Blockhead. La versione finale della canzone è possibile trovarla nella compilation "Café Mambo". Sempre firmata da Lowe è la canzone Streets Of Berlin, che compare nel revival del film Bent.
Nel 2011 Lowe fa da cantante nel brano Subculture, cover dell'omonimo brano dei New Order, brano prodotto dai Stop Modernists, un duo di DJ/produttori finnici.

## Presenza nel duo
Spesso con cappello e occhiali da sole, ormai suo forte marchio di fabbrica, solitamente resta immobile sul palco mentre suona le tastiere. A tal proposito nel 1995 The Guardian commentò la figura e condotta di Lowe durante le apparizioni, affermando che forse è più famoso lui per non fare nulla che molte altre persone attive nella storia dello spettacolo.

## Colonne sonore
- Bob Marley - One Love, regia di Reinaldo Marcus Green (2024)